# Umamarca
Umamarca ist eine Ortschaft im Departamento La Paz im südamerikanischen Andenstaat Bolivien.

## Lage im Nahraum
Umamarca ist Nachbarort von Coscoma und liegt im Kanton Coripata im Municipio Coripata in der Provinz Nor Yungas. Die Ortschaft liegt auf einer Höhe von 1746 m auf einer Hochfläche 650 m oberhalb des Río Boopi, der nach Norden fließt und in den Río Beni mündet. Westlich von Coscoma erhebt sich ein Bergrücken bis zu einer Höhe von 2150 m.

## Geographie
Umamarca liegt im Übergangsbereich zwischen dem Altiplano und der Cordillera Real im Westen und den Ausläufern des Amazonas-Tieflandes im Osten. Das Klima der Region ist ein typisches Tageszeitenklima, bei dem die mittleren Temperaturschwankungen im Tagesverlauf deutlicher ausfallen als im Ablauf der Jahreszeiten.
Der Jahresniederschlag hier in den subtropischen Yungas liegt bei 1100 mm (siehe Klimadiagramm Coroico) und weist eine deutliche Trockenzeit von Mai bis August und eine Regenzeit von Dezember bis Februar auf. Die Monatsdurchschnittstemperaturen schwanken nur unwesentlich zwischen 20 °C und 25 °C, tagsüber ist es sommerlich warm und nachts angenehm kühl.

## Verkehrsnetz
Umamarca liegt in einer Entfernung von 118 Straßenkilometern nordöstlich von La Paz, der Hauptstadt des Departamentos.
Von La Paz führt die asphaltierte Nationalstraße Ruta 3 in nordöstlicher Richtung 52 Kilometer bis Cotapata und von dort weitere 35 Kilometer bis Coroico. Hier zweigt die Ruta 40 nach Südosten ab und erreicht nach 32 Kilometern Coripata. Anderthalb Kilometer vor Coripata zweigt eine Seitenstraße in westlicher Richtung von der Ruta 40 ab und führt nach einem halben Kilometer nach Umamarca und nach einem weiteren halben Kilometer nach Coscoma.

## Bevölkerung
Die Einwohnerzahl der Ortschaft lag 2012 bei 147 Einwohnern, bei der Volkszählung von 2001 war sie noch nicht als eigene Gemeinde gelistet:
| Jahr | Einwohner         | Quelle       |
| ---- | ----------------- | ------------ |
| 1992 | keine Detaildaten | Volkszählung |
| 2001 | keine Detaildaten | Volkszählung |
| 2012 | 147               | Volkszählung |
| 2024 |                   | Volkszählung |